# Francesco Molitierno
Francesco Molitierno (Roma, 14 ottobre 1989) è un giocatore di calcio a 5 italiano.

## Carriera
Ha mosso i primi passi nel calcio a 5 nazionale nella stagione 2008-09, giocando con il Torrino e vincendo anche una coppa Italia di serie A2. Successivamente ha cambiato molte squadre, fino ad arrivare alla conferma definitiva nella stagione 2013/2014, giocando nelle file della Lazio e mettendosi in mostra come uno dei migliori portieri del campionato di serie A. Nella stessa stagione conquista anche la sua prima convocazione in nazionale maggiore, debuttando contro la Norvegia. Con gli azzurri partecipa alla Continental Cup 2014. Inserito nella lista dei preconvocati al Campionato Europeo 2016, il 31 gennaio 2016 viene escluso da quella definitiva, rimanendo tuttavia aggregato alla selezione azzurra nell'eventualità di un infortunio dei titolari Mammarella e Miarelli.

## Palmarès
- Coppa della Divisione: 1
Kaos: 2017-18
- Coppa Italia di Serie A2: 2
Torrino: 2008-09
Fortitudo Pomezia: 2021-22